# Зарицький Микола Степанович
Микола Степанович Зарицький (30 травня 1921, Брацлав — 2 червня 2014, Київ) — український науковець-мовознавець, педагог, спеціаліст у галузі загального мовознавства, словотвору, лексикології, історії російської, української, інших слов'янських мов, психолінгвістики, лінгводидактики, теорії перекладу. Кандидат філологічних наук (1962), доцент (1966), професор (2001). Учасник німецько-радянської війни, майор військової служби.

## Біографія
Народився 30 травня 1921 р. у Брацлаві Вінницької області в робітничій родині. Закінчив Капустянську середню школу на Вінниччині (1939), Сталінградське військове училище зв'язку (20 червня 1941 р.). З перших днів німецько-радянської війни — у діючій армії: оборона й зняття блокади Ленінграда, звільнення Виборга, Новгорода, Пскова, Естонії, Латвії, Литви, Варшави. У складі Першого Білоруського фронту 24-річний майор Микола Зарицький брав участь у штурмі Берліна.
Демобілізований у 1948 р., навчався в Одеському університеті, закінчив з відзнакою Київський національний університет імені Тараса Шевченка (1953), аспірантуру КДУ ім. Т. Г. Шевченка (1956).

## Наукова та викладацька діяльність
У Київському державному університеті ім. Т. Г. Шевченка працював з 1956 по 1991 рр. асистентом, старшим викладачем, доцентом кафедри російської мови філологічного факультету, завідувачем кафедри слов'янської філології (1971—1981), де спрямував усю роботу на зіставний опис слов'янських мов — у руслі традицій Київської історико-філологічної школи. Студенти згадують блискучі лекції зі вступу до спеціальності, історичної граматики, лексикографії, стилістики, оригінальні спецкурси та семінари. На запрошення читав лекції у Лейпцизькому, Тамперському університетах, плідно співпрацював з науковцями-лінгвістами Фінляндії, Польщі. Підготував тисячі фахівців-філологів для України, Казахстану, Узбекистану, Росії. Зокрема — 16 кандидатів і трьох докторів наук.
М. С. Зарицький — автор понад 100 друкованих праць, 8 монографій, підручників і навчальних посібників (із грифом Мінвузу та МОН) з мовознавства, методики навчання, стилістики, теорії і практики перекладу, термінознавства; організатор і доповідач численних республіканських, всесоюзних, міжнародних наукових конференцій. Протягом багатьох років — член Вченої ради Київського університету, Вченої ради факультету, спецрад із захисту дисертацій у КДУ, Інституті мовознавства АН УРСР, член редколегій багатьох фахових видань, НМК з вищої філологічної освіти Мінвузу СРСР (понад 10 років).

Могила Миколи Зарицького, Берковецьке кладовище

З 1992 року обіймав посаду професора кафедри видавничої справи та редагування Видавничо-поліграфічного інституту Національно-технічного університету України «КПІ».
Помер на 94-му році життя 2 червня 2014 року. Похований на Берковецькому кладовищі, неподалік від центрального входу (50°29′17.20″ пн. ш. 30°23′41.20″ сх. д. / 50.4881111° пн. ш. 30.3947778° сх. д.).

## Нагороди
Нагороджений чотирма орденами: Червоної Зірки (1944), двома орденами Вітчизняної війни, орденом Богдана Хмельницького (1999), 25 медалями, серед яких — «За бойові заслуги» (1941), «За оборону Ленінграда», «За звільнення Варшави», «За взяття Берліна», «За перемогу над Німеччиною», «За трудову відважність», «Захиснику Вітчизни» (1999) та ін.
Учасник бойових дій, інвалід німецько-радянської війни, військове звання — полковник. Ветеран праці Київського університету. Нагороджений Почесним знаком Мінвузу СРСР «За отличные успехи в работе», нагрудним знаком «Відмінник освіти України» (2006), Подякою Київського міського голови (2005), Відзнакою Вченої ради Київського національного університету імені Тараса Шевченка (2006).

## Публікації
- Зарицький М. С. Стилістика сучасної української мови: посібник для студентів вузів / Зарицький М. С. — К. : Парламентське видавництво, 2001. — 156 с. — Б. ц. ББК 81.411.4-7-923
- Зарицький М. С. Переклад: створення та редагування / Зарицький М. С. — К. : Парламентське вид-во, 2004. — 120 с. — Б. ц. ББК 81.07
- Зарицький М. С. Актуальні проблеми українського термінознавства: підручник для студентів вищих навчальних закладів / Зарицький М. С. — К. : Політехніка, 2004. — 128 с. — Б. ц. ББК 81.411.4-3-923
- Зарицький М. С. Культура українського усного мовлення: Навч.-метод. посіб. — К.: НТУУ «КПІ», 2006. — 40 с.
- Зарицький М. С. Методологічні проблеми освіти як соціалізації людської особистості
- Зарицький М. С. Структура дійсності
- Зарицький М. С. Спогади про майбутнє